# آلان موسى
آلان موسى هو ممثل كندي وفنان دفاع عن النفس. ولد في 29 مارس 1981 في الغابون لأب من أصول لبنانية وأم من أصول فرنسية-كندية. يلعب الدور القيادي لكورت سلون في إعادة تمثيل سلسلة أفلام كيك بوكسر : Kickboxer: Vengeance (2016) و Kickboxer: Retaliation (2018) الدور الذي نشأ مع جان كلود فان دام في 1989، الذي يصور معلمه في الفيلم الجديد. 

## أعمال

### أفلام
- (2013) البيت الأبيض سقط[5]
- (2014) بومبي[6][7]

## وصلات خارجية
- آلان موسى على موقع IMDb (الإنجليزية)
- آلان موسى على موقع ألو سيني (الفرنسية)
- آلان موسى على موقع أول موفي (الإنجليزية)
- آلان موسى على موقع قاعدة بيانات الفيلم (الإنجليزية)
- آلان موسى على موقع كينوبويسك (الروسية)